# Gurbux Singh
Gurbux („Gurbaksh”) Singh (ur. 11 lutego 1936 w Peszawarze) – indyjski hokeista na trawie. Dwukrotny medalista olimpijski.
Brał udział w dwóch igrzyskach (IO 64, IO 68), na obu zdobywając medale. W 1964 Indie w finale pokonały Pakistan. Cztery lata później zajęły trzecie miejsce. Później był trenerem, także reprezentacji (na igrzyskach w 1976).
W roku 1966 został laureatem nagrody Arjuna Award.